# Willughbeia coriacea
Espèce
Classification phylogénétique
Willughbeia coriacea est une espèce de plantes à fleurs de la famille des Apocynacées. C'est un arbre à caoutchouc des régions tropicales d'Asie du Sud-Est.
Son fruit est comestible.
Nom commun anglais : Borneo-rubber.